# Джентилини, Франко
Франко Джентилини (ит. Franco Gentilini, род. 4 августа 1909 Фаэнца — ум. 5 апреля 1981 Рим) — итальянский художник.

## Жизнь и творчество

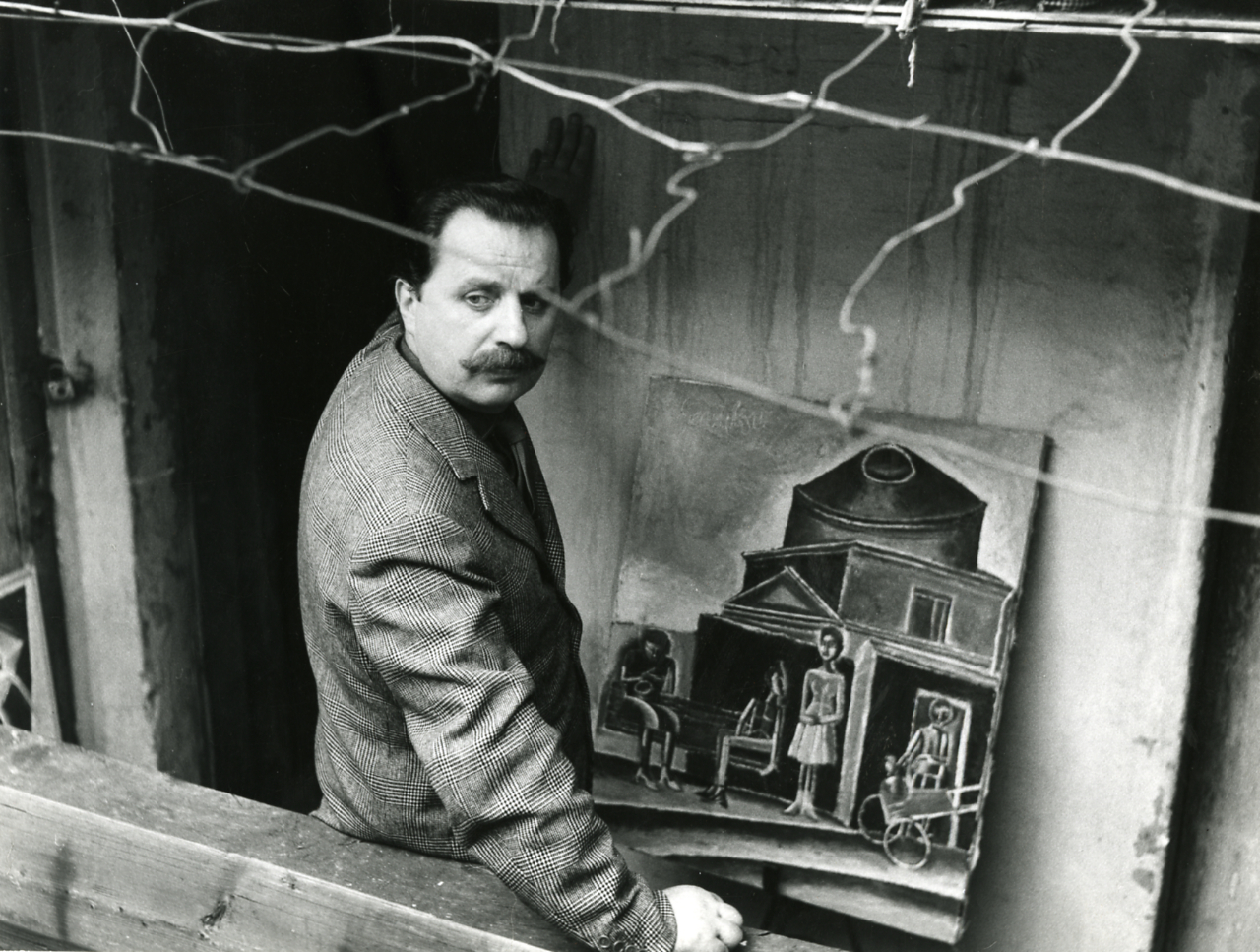
Джентилини, Франко (1965) на фотографии Паоло Монти

Франко Джентилини изучал живопись в Академии изящных искусств Болоньи, тем не менее считал себя художником-самоучкой. В раннем его творчестве просматриваются многочисленные влияния, в первую очередь таких мастеров, как Карра и Моранди.
С момента появления в Риме Джентилини одним из первых привнёс в современную ему живопись идею с таинственной архитектурной составляющей итальянского исторического пейзажа. Также его живописи присуще изображение древнего зова любви, читающегося во всем, что окружает человека. На фоне этих успешных поэтических инноваций, Джентилини расставлял в пространстве предметы и фигуры. Постепенно отказываясь от футуризма, метафизики и химеры архаизма, художник находил новые средства, чтобы сделать дизайн элементов наиболее подходящим для абстрактного и образного, что привносило в его сказочные картины черты реальности.
Созданные в 1940-е годы в экспрессионистской манере полотна, наполненные полуреальными, фантастическими сценами городской жизни, создают у наблюдателя скорее иронически-меланхолическое настроение. В работах же из 1950-х годов чаще встречаются изображения обнажённой натуры и лирическая тематика (напр. «Собор в праздник, 1957, Нью-Йорк»).
При создании серий своих натюрмортов Франко Джентилини пользовался различными художественными техниками изображения, в том числе гуашью и коллажем.

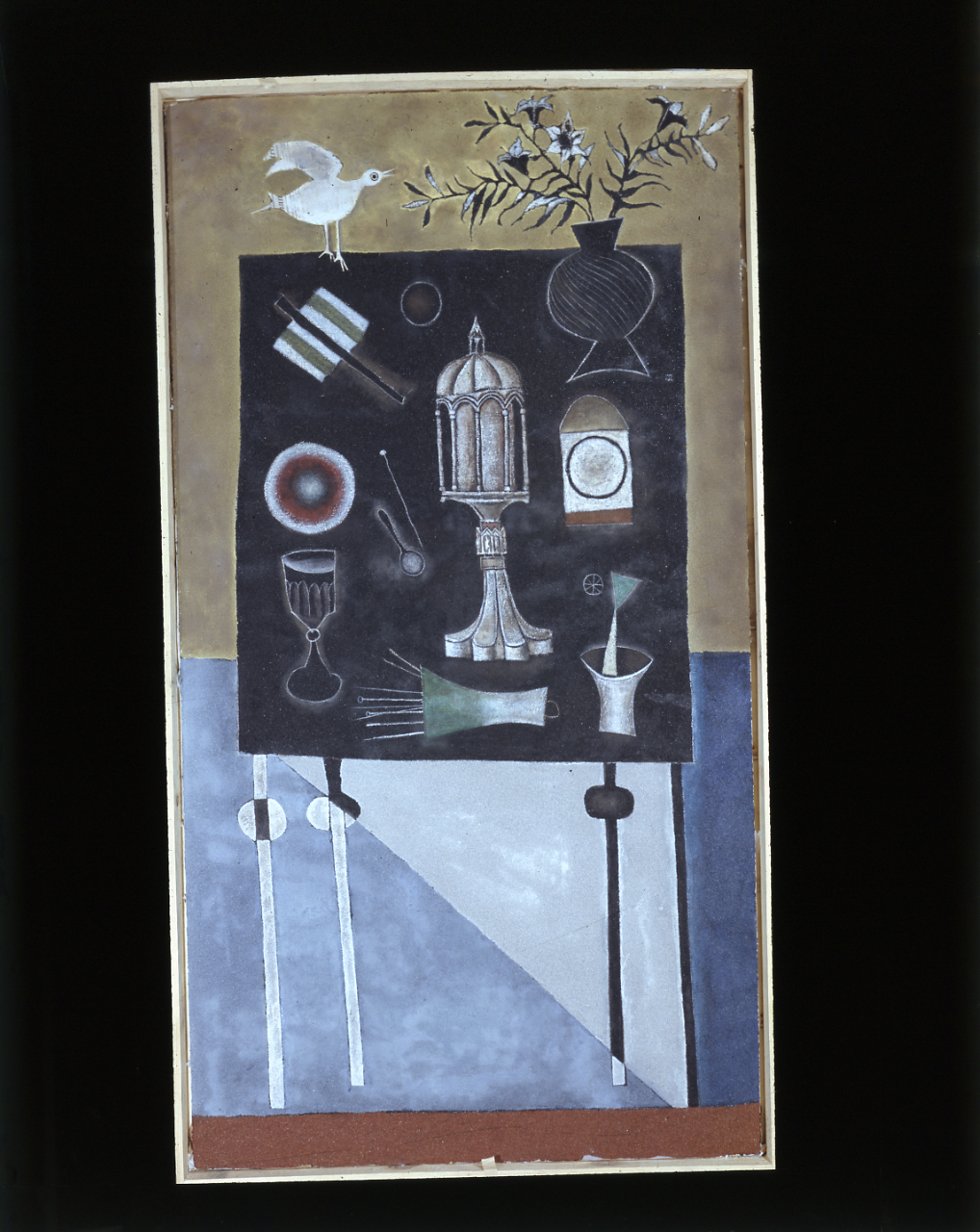
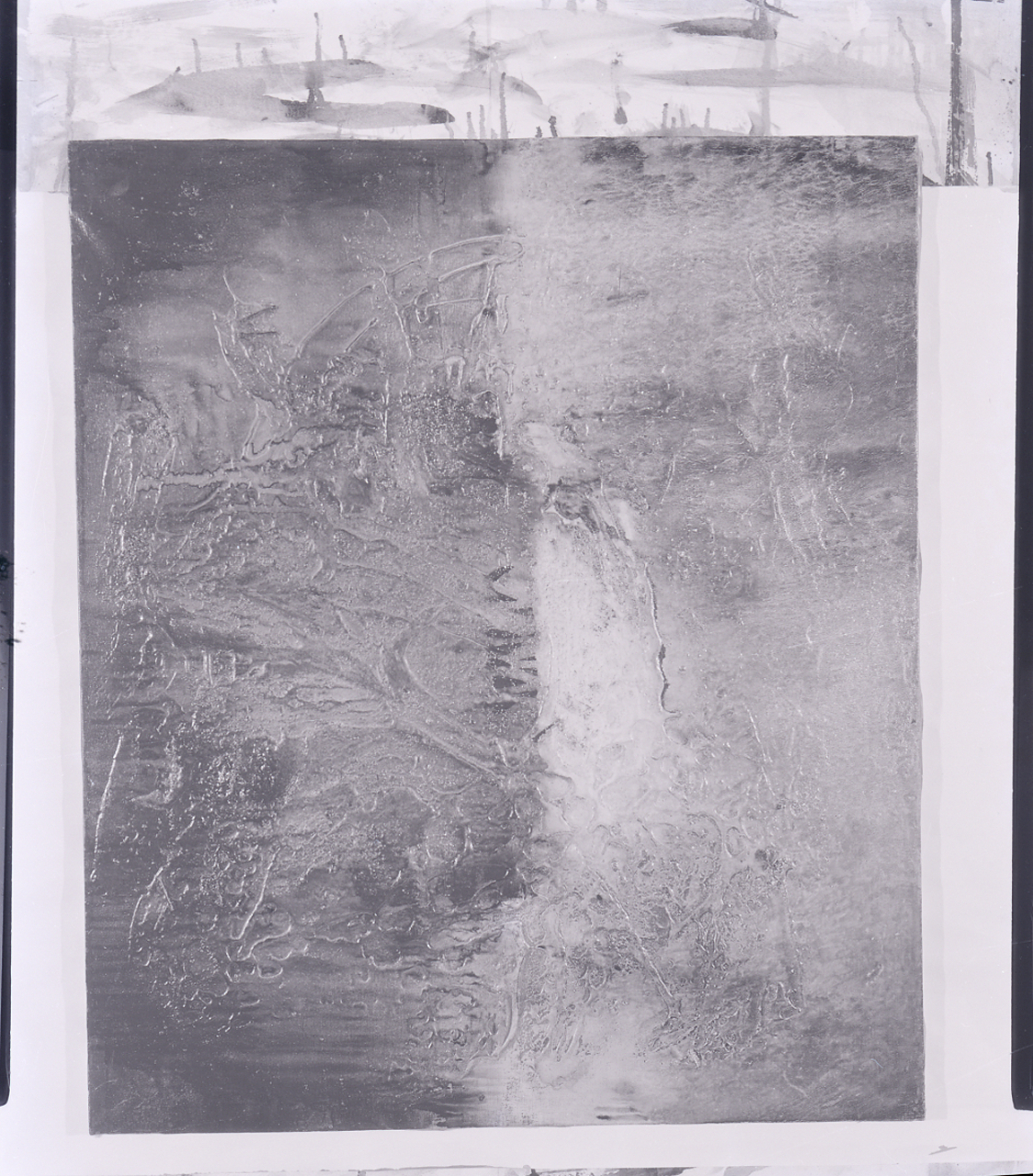
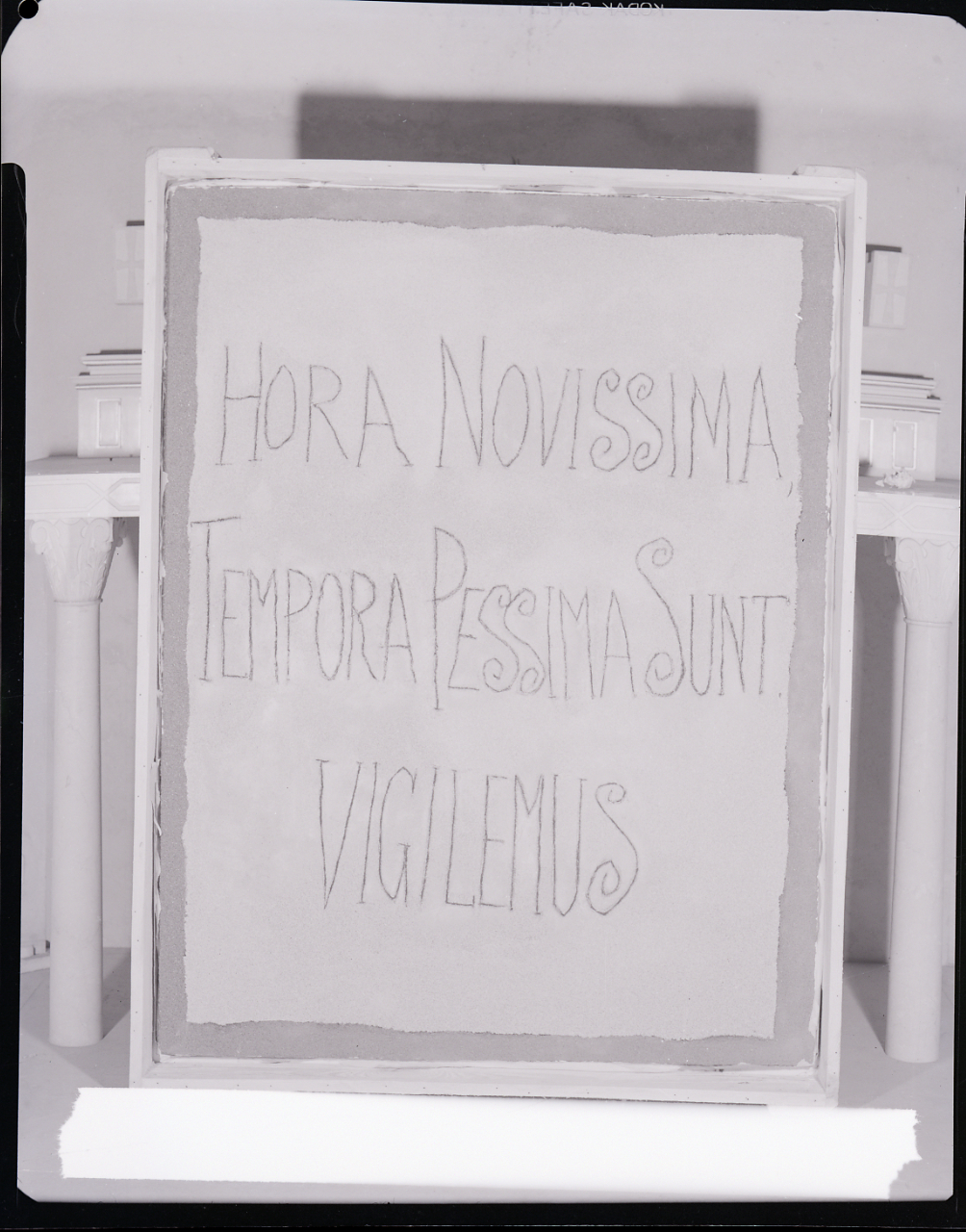
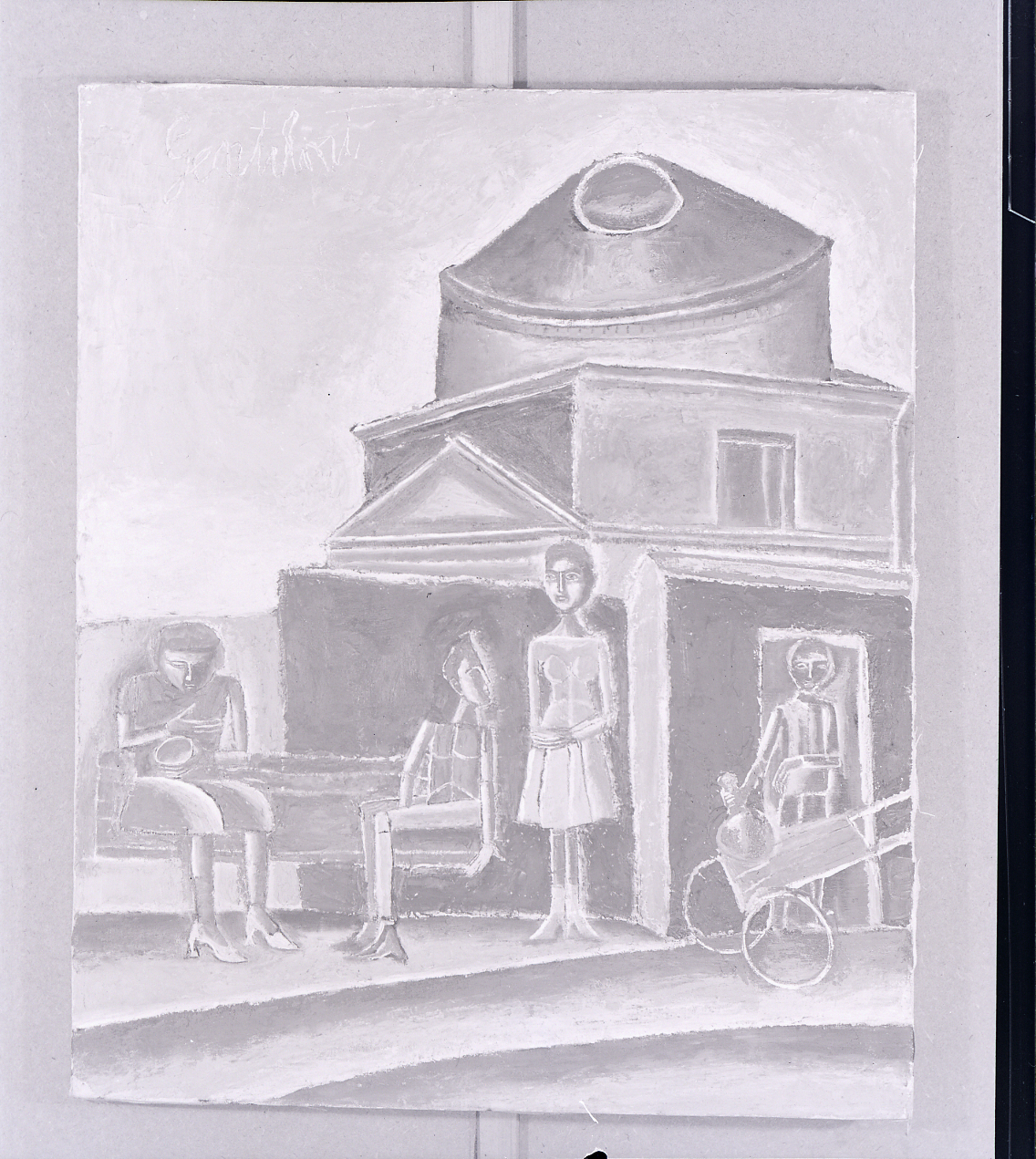
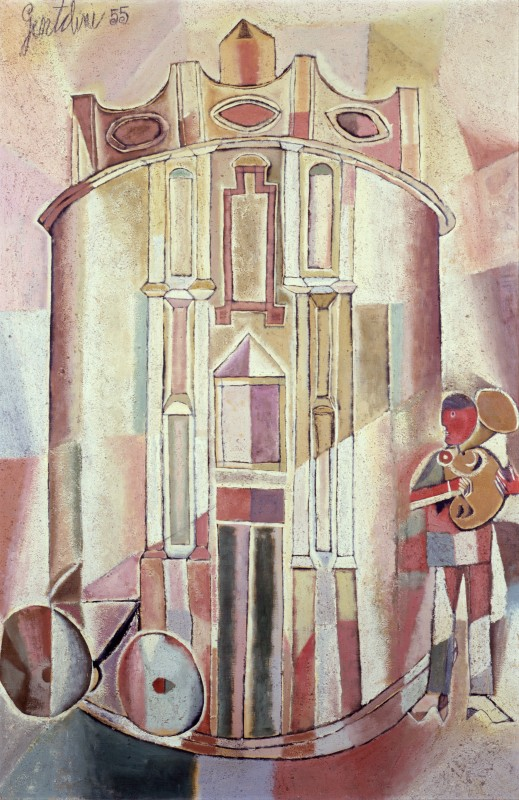
Франко Джентилини «Собор и тромбонист», 1955